# 天使のはらわた 赤い淫画
『天使のはらわた 赤い淫画』（てんしのはらわた あかいいんが）は、池田敏春監督による1981年の日本映画。
日活ロマンポルノ製作の天使のはらわたシリーズ第4作目で、前作と同様に原作者の石井隆が脚本を手掛けている。

## スタッフ
- 監督：池田敏春
- 企画：成田尚哉
- 脚本：石井隆
- 撮影：前田米造
- 美術：菊川芳江
- 編集：川島章正
- 照明：木村誠作
- 助監督：児玉高志

## キャスト
- 土屋名美：泉じゅん
- 瞳：栗田よう子
- 山田：山科ゆり
- 阿川恵子：沢木美伊子
- 山下聖子：伊藤京子
- 阿川：鶴岡修
- 村木健三：阿部雅彦
- 聖子の父：三谷昇
- 岡：北見敏之
- 変質者：湊雄一
- 編集者：松風敏勝
- 角：末井昭
- デパートガール：麻生みち子、龍のり子
- 聖子の母：関悦子
- 浜口竜哉

## 製作

### 脚本
正月作品のため人が死ぬのはにっかつ側がNGとし、脚本の石井隆は会社の方針に折れ、準備稿でのラストを書き直した。

### キャスティング
土屋名美を演じた泉じゅんは、脚本を読んでビニ本のモデル役が衝撃的で「出来ません」と出演を断ったが、「どうしてもやって欲しい」と説得され、出演した。これを機会にロマンポルノはやめるつもりで撮影に入ったと話している。

### 撮影
撮影に入ると脚本に無かったシーンを次々にその場で作られ、泉は池田敏春監督と撮影現場で何度も揉めた。試写を観たら抜いて欲しいカットがいっぱいあったと話している。原作脚本の石井隆が夫婦で撮影現場に激励に訪れた日に、泉は縛りでビニ本を撮るシーンの撮影で、精神的にも肉体的にも参っていた時期で、何でこんなシーンを作ったんだ、と石井を睨みつけた。紹介されてもムスッとして「悪いことをした」と話している。

## 興行
にっかつの1982年正月映画として、畑中葉子主演・加藤彰監督『セクシーぷりん・癖になりそう』、すばる卿子主演・山本晋也監督『新未亡人下宿・初開き初入れ』との三本立てで公開された。

## 作品の評価
泉じゅんは「『代表作は?』と聞かれたらそれまでは『犬神の悪霊』と答えていたのですが、これを撮った後は『天使のはらわた 赤い淫画』です」と言っています、と述べている。

### 受賞歴
- 第8回おおさか映画祭
  - 脚本賞 - 石井隆

## 影響
別の事案で会社と衝突した池田監督は、この作品を機ににっかつを退社。この後、長谷川和彦が率いるディレクターズ・カンパニーに参加し、1984年に公開されたディレカンの本格的劇映画第一作目である『人魚伝説』を監督する。池田は今作以降も、『魔性の香り』、『死霊の罠』、『ちぎれた愛の殺人』で3度石井隆とタッグを組んだ。